# Amblystegium camisassae
Amblystegium camisassae là một loài rêu trong họ Amblystegiaceae. Loài này được Tosco & Piovano mô tả khoa học đầu tiên năm 1956.